# Laxövattungen
Laxövattungen is een van de eilanden van de Lule-archipel in het noorden van de Botnische Golf. Het hoort bij Zweden. Het eiland ligt ten zuiden van Laxön en kan daardoor niet tot de Råne-archipel worden gerekend, die in de Rånefjärden ligt. Het heeft geen vaste oeververbinding en is onbebouwd. Er leeft veel zalm in de zee om het eiland. De naam komt van lax, het Zweeds voor zalm.